# Eyad El Askalany
Eyad Eyad El Askalany Shoeib El Sayed (in arabo إياد العسقلاني‎?; Ismailia, 24 dicembre 2003) è un calciatore egiziano, difensore del Rostov.

## Carriera

### Club
El Askalany è cresciuto nel settore giovanile dell'Ismaily, dove ha debuttato il 15 luglio 2023 giocando da titolare l'incontro di Prima Lega vinto 4-1 contro l'Al-Ittihad Alessandria. Successivamente ha firmato il suo primo contratto professionistico con il club egiziano della durata di cinque anni.
Il 4 febbraio 2024 ha firmato con i russi del Rostov ed il 2 aprile seguente ha esordito con il nuovo club in Kubok Rossii contro il Chimki.

### Nazionale
Ha giocato nella nazionale egiziana Under-20.

## Statistiche

### Presenze e reti nei club
Statistiche aggiornate al 31 maggio 2024.
| Stagione        | Squadra         | Campionato      | Campionato | Campionato | Coppe nazionali | Coppe nazionali | Coppe nazionali | Coppe continentali | Coppe continentali | Coppe continentali | Altre coppe | Altre coppe | Altre coppe | Totale | Totale | Totale |
| Stagione        | Squadra         | Comp            | Pres       | Reti       | Comp            | Pres            | Reti            | Comp               | Pres               | Reti               | Comp        | Pres        | Reti        | Pres   | Reti   |        |
| --------------- | --------------- | --------------- | ---------- | ---------- | --------------- | --------------- | --------------- | ------------------ | ------------------ | ------------------ | ----------- | ----------- | ----------- | ------ | ------ | ------ |
| 2022-2023       | Ismaily         | 1L              | 1          | 0          | CE              | 0               | 0               |                    | -                  | -                  |             | -           | -           | 1      | 0      |        |
| 2023-gen. 2024  | Ismaily         | 1L              | 9          | 0          | CE              | 0               | 0               |                    | -                  | -                  |             | -           | -           | 9      | 0      |        |
| gen.-giu. 2024  | Rostov          | PL              | 4          | 0          | CR              | 2               | 0               |                    | -                  | -                  |             | -           | -           | 6      | 0      |        |
| Totale carriera | Totale carriera | Totale carriera | 14         | 0          |                 | 2               | 0               |                    | -                  | -                  |             | -           | -           | 16     | 0      |        |